# Piestel
Piestel ist ein Gutshof in der Gemeinde Arzberg im Landkreis Nordsachsen in Sachsen.

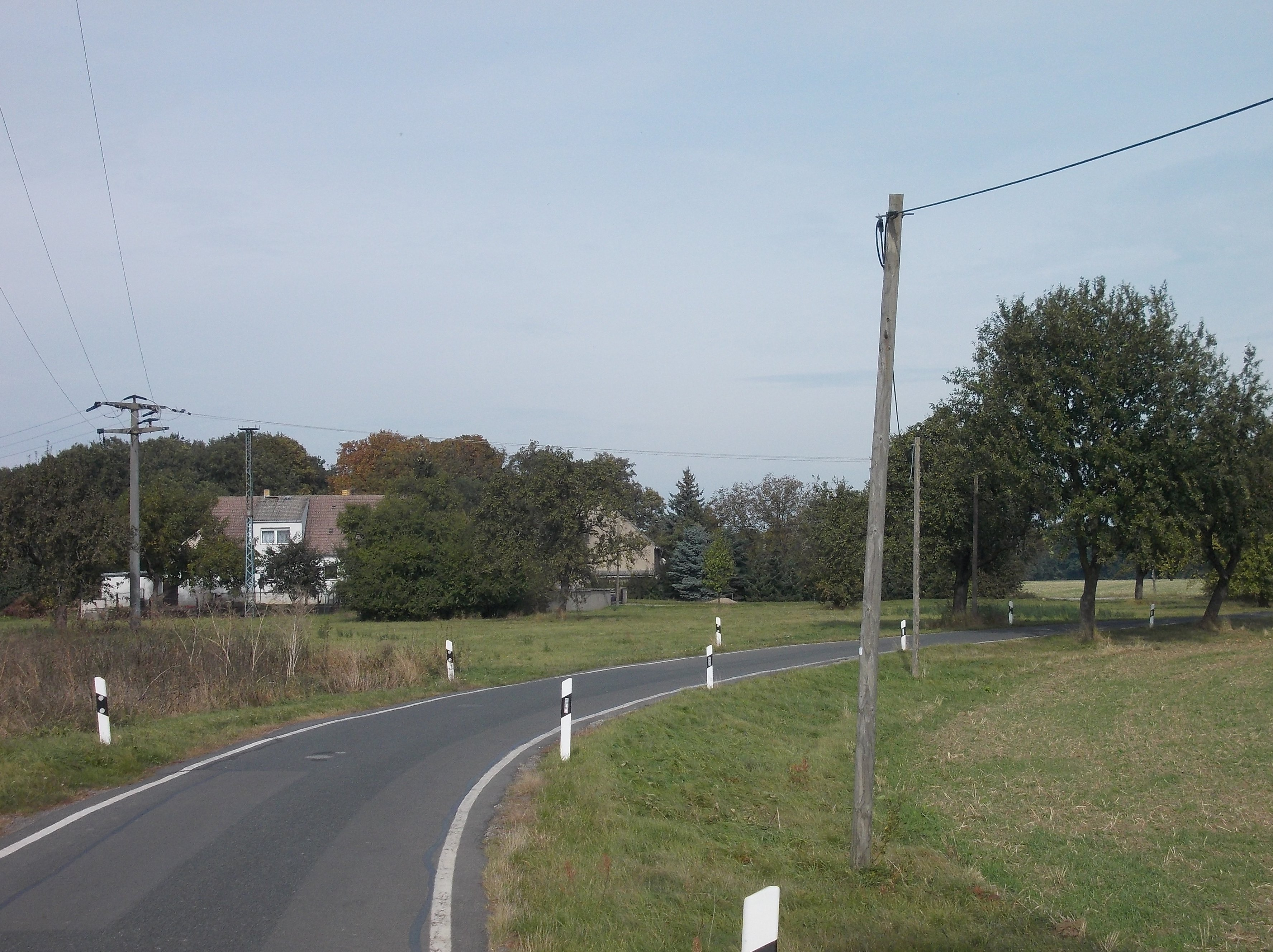
Piestel von Süden

## Lage
Das Anwesen Piestel befindet sich nordöstlich der Alte Elbe an der Kreisstraße 8911 südöstlich der Stadt Torgau.

## Geschichte
1220 nannte man den Hof Pezle, 1227 Pezzele, 1791 Pistell oder Pistelhof. 1821 trug der Hof den Namen wie 2012 Piestel. 1818 lebten hier 18 Personen. Sie waren nach Arzberg eingepfarrt. Das Anwesen war Vorwerk und Gut und einmal wurde es ohne Nennung eines Zeitraums als wüst angegeben. Die übergeordnete Behörde war immer in Torgau. Heute gehört Piestel zu Arzberg.